# Antonio Venegas y Figueroa
Antonio Venegas y Figueroa (Madrid, 1559-Sigüenza, 8 de octubre de 1614) fue un eclesiástico español.
Hijo de Luis de Venegas y Figueroa, que fue embajador de Felipe II en Alemania y caballerizo mayor de Ana de Austria, y de Guiomar de Saá, dama de la emperatriz Isabel.
Estudiante de la universidad de Salamanca, donde se doctoró en derecho canónico, fue sucesivamente canónigo de Toledo, inquisidor en Granada, miembro del consejo de la Suprema Inquisición, obispo de Pamplona y de Sigüenza. Electo gobernador del Consejo de Castilla, murió antes de tomar posesión del cargo.
| Predecesor: Mateo de Burgos | Obispo de Pamplona 1606 – 1612 | Sucesor: Prudencio de Sandoval |
| Predecesor: Mateo de Burgos | Obispo de Sigüenza 1612 – 1614 | Sucesor: Sancho Dávila Toledo  |